# Arthur Griffith-Boscawen
Arthur Sackville Trevor Griffith-Boscawen (ur. 18 października 1865 w Trefalyn w hrabstwie Denbighshire, zm. 1 czerwca 1946) – brytyjski polityk, członek Partii Konserwatywnej, minister w rządach Davida Lloyda George’a i Andrew Bonar Lawa.
Wykształcenie odebrał w Rugby School oraz w Queen’s College na Uniwersytecie Oksfordzkim. W 1892 r. został wybrany do Izby Gmin jako reprezentant okręgu Tunbridge. W latach 1895–1900 był prywatnym sekretarzem Michaela Hicksa-Beacha. W latach 1900–1913 był członkiem rady hrabstwa Londyn. W 1906 r. przegrał wybory parlamentarne. Do parlamentu powrócił w 1910 r. jako reprezentant okręgu Dudley. W 1911 r. otrzymał tytuł szlachecki.
Przez wiele lat Griffith-Boscawen był oficerem Rezerwy Specjalne. W latach 1914–1916 dowodził batalionem na froncie zachodnim podczas I wojny światowej. Powrócił do kraju w 1916 r. i objął stanowisko parlamentarnego sekretarza w Ministerstwie Emerytur. W latach 1919–1921 sprawował analogiczne stanowisko w Ministerstwie Rolnictwa i Rybołówstwa. Na tym stanowisku odpowiadał za utworzenie Agricultural Wages Board. W 1920 r. został członkiem Tajnej Rady.
W 1921 r. premier David Lloyd George powołał Griffitha-Boscawena na stanowisko ministra rolnictwa i rybołówstwa. Zgodnie z ówczesnym prawem nowy minister wystartował w wyborach uzupełniających w swoim okręgu, które przegrał. Rychło jednak powrócił do parlamentu z okręgu Taunton. Po upadku rządu Lloyda George’a w 1922 r., Griffith-Boscawen był jednym z nielicznych ministrów, którzy przeszli do nowego rządu Bonar Lawa. Griffith-Boscawen objął w nim tekę ministra zdrowia.
Griffith-Boscawen ponownie przegrał wybory parlamentarne w 1922 r., ale pozostał na rządowym stanowisku. W marcu 1923 r. podjął nieudaną próbę powrotu do Izby Gmin, startując w wyborach uzupełniających w okręgu Mitcham. Po porażce wycofał się z polityki. Zmarł w 1946 r.
Był autorem książek Fourteen Years in Parliament (1907) oraz Memoirs (1925).